# Солнечное затмение 21 августа 2017 года
Солнечное затмение 21 августа 2017 года — полное солнечное затмение 145 сароса, полная фаза которого наблюдалась на территории США. Частные фазы затмения были видны в Северной Америке, а также частично в Западной Европе, в Южной Америке и на крайнем северо-востоке Азии.
Это затмение являлось повторением через сарос полного солнечного затмения 11 августа 1999 года. Следующее затмение данного сароса произойдёт 2 сентября 2035 года.
Основные населённые пункты США, где можно было наблюдать полное затмение
| Населённый пункт          | Время UTC | Η     | Длительность |
| Сейлем (Орегон)           | 17:18:16  | 39,9° | 1 м 55с      |
| Мадрас (Орегон)           | 17:20:26  | 41,6° | 2 м 02с      |
| Айдахо-Фолс               | 17:33:52  | 49,5° | 1 м 41с      |
| Каспер (Вайоминг)         | 17:43:51  | 54,0° | 2 м 25с      |
| Гранд-Айленд (Небраска)   | 17:59:48  | 59,9° | 2 м 34с      |
| Карбондейл                | 18:21:23  | 63,7° | 2 м 38с      |
| Нэшвилл                   | 18:28:18  | 64,2° | 2 м 00с      |
| Колумбия (Южная Каролина) | 18:43:03  | 61,9° | 2 м 30с      |

Карбондейл стал уникальным местом, где наблюдались 2 полных солнечных затмения в течение 7 лет в 2017 и в 2024 годах.
Затмение 21 августа названо «Великим американским затмением» (англ. Great American Eclipse), поскольку оно стало первым солнечным затмением со времени образования Америки (1776 год), полную фазу которого можно было наблюдать исключительно в США. Предыдущее такое особенное полное солнечное затмение, видимое только с этой территории, произошло 13 июня 1257 года.
На большей части территории России это затмение видно не было. Лишь на крайнем северо-востоке страны (Чукотский автономный округ, север Камчатского края) и на ряде российских островов Северного Ледовитого океана наблюдались частные фазы во время восхода Солнца (по местному времени Чукотки и Камчатки это было уже утро 22 августа). В Европе частные фазы на заходе Солнца были видны в Норвегии, Дании, Исландии, на Британских островах, в Испании, Португалии, Франции, Бельгии и Нидерландах.
Обстоятельства видимости затмения для некоторых городов России (время UTC/местное)
| Населённый пункт | Начало                              | Середина                            | Конец                               | Максимальная фаза |
| Анадырь          | 16:35 (21.08.17) / 04:35 (22.08.17) | 17:19 (21.08.17) / 05:19 (22.08.17) | 18:04 (21.08.17) / 06:04 (22.08.17) | 0,393             |
| Провидения       | 16:31 (21.08.17) / 04:31 (22.08.17) | 17:18 (21.08.17) / 05:18 (22.08.17) | 18:06 (21.08.17) / 06:06 (22.08.17) | 0,428             |
| Беринговский     | 16:31 (21.08.17) / 04:31 (22.08.17) | 17:16 (21.08.17) / 05:16 (22.08.17) | 18:03 (21.08.17) / 06:03 (22.08.17) | 0,43              |

## Изображения
| Анимация хода затмения | Ход затмения на карте США |

## Фотогалерея

### Полное затмение
| Солнечная корона во время полного затмения | Вид из Мадраса, штат Орегон, ~17:20 (UTC) | Чётки Бейли, запад штата Небраска | Вид из штата Теннесси | Бриллиантовое кольцо, вид из Ньюберри, штат Южная Каролина |

### Частное затмение
| Частичное затмение в Вашингтоне | Частичное затмение в Тустла-Гутьеррес, Мексика | Частичное затмение в провинции Онтарио, Канада | Частичное затмение на заходе солнца в Коимбре, Португалия |